# El barbero de Sevilla (película de 1938)
El barbero de Sevilla —titulada en alemán Der Barbier von Sevilla— es una película hispano-germana de 1938 dirigida por Benito Perojo. Está basada en la obra teatral El barbero de Sevilla o La precaución inútil, de Pierre-Augustin de Beaumarchais. La tonadillera Estrellita Castro interpretó un lucido papel secundario que contribuyó a lanzar su carrera al estrellato. Como ella, el resto de los intérpretes eran españoles, pero el equipo técnico era predominantemente alemán.

## La colaboración hispano-germana
La Guerra Civil truncó la prometedora evolución de la industria cinematográfica española. La situación fue particularmente grave en la zona franquista, ya que las principales infraestructuras estaban situadas en Madrid, Barcelona y Valencia, ciudades situadas en la zona enemiga. Para poder filmar películas, tanto de propaganda bélica como de entretenimiento, hubo que recurrir a estudios extranjeros. El Tercer Reich se ofreció a colaborar con el doble propósito de aumentar su influencia política en España y penetrar comercialmente en el mercado cinematográfico de habla española.
A finales de 1936 se creó en Berlín Hispano Film Produktion (HFP), una productora cinematográfica encargada de realizar películas españolas contando con los recursos técnicos alemanes. Sus primeras producciones fueron filmes de propaganda franquista, pero después comenzó a rodar películas comerciales de entretenimiento. La primera fue Carmen, la de Triana, dirigida por Florián Rey y protagonizada por Imperio Argentina. A continuación contó con otro director español de prestigio: Benito Perojo.

## Producción
A pesar de haber sido fundada por personas vinculadas al Partido Nacionalsocialista Obrero Alemán (NSDAP) y a Falange Española de las JONS (FE de las JONS), la idea de HFP no era realizar películas de propaganda política sino utilizar directores e intérpretes españoles de prestigio para rodar filmes comerciales sin contenido político explícito. Tras Florián Rey, Benito Perojo era el director español de más prestigio, sobre todo tras el éxito de su La verbena de la Paloma. Perojo ya había tenido años atrás la idea de adaptar al cine El barbero de Sevilla de Beaumarchais, y pensó que este sería un buen argumento para una película de ambiente español y basada en una obra literaria de prestigio.
Para protagonizar el filme, Perojo recurrió a algunos de los actores que había utilizado en La verbena de la Paloma, como Miguel Ligero, Raquel Rodrigo y Roberto Rey. Además de basarse en la obra teatral, la película reforzaría su sustrato cultural con la música de la conocida ópera de Rossini, algunas de cuyas piezas cantaría Raquel Rodrigo. Pero para reforzar su carácter español, Perojo introdujo un nuevo personaje que interpretaría la tonadillera Estrellita Castro, que interpretaría canciones compuestas expresamente para la película por Juan Mostazo.

## Argumento

### El sustrato teatral
Pierre-Augustin de Beaumarchais escribió El barbero de Sevilla o La precaución inútil en 1772, pero no consiguió que fuera representada hasta 1775 debido a dificultades con la censura. La obra no triunfó con motivo de su estreno en la Comédie-Française, por lo que Beaumarchais la reformó, suprimiendo aquellas escenas o diálogos que había comprobado que el público consideraba aburridos. En esta versión reducida a cuatro actos la obra conoció un éxito internacional. El barbero de Sevilla se caracteriza por conceder idéntico protagonismo al pícaro barbero Fígaro que al conde de Almaviva, y mayor que a los demás personajes pertenecientes a la aristocracia, lo que suponía una novedad. También por realizar una clara crítica a ciertos vicios del clero de la época. Todo ello con una fresca comicidad apoyada en unos vivaces diálogos.
La historia es hoy en día más conocida por la adaptación a la ópera El barbero de Sevilla, estrenada en 1816. Esta cuenta con música de Gioachino Rossini, alguna de cuyas composiciones forman parte del bagaje cultural universal.

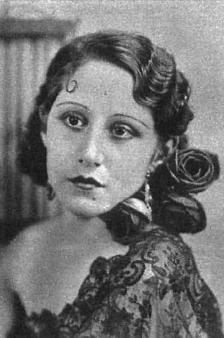
El teórico protagonismo de Raquel Rodrigo se vio oscurecido por la presencia de Estrellita Castro.

### El guion
El propio Perojo escribió el guion adaptado, y Antonio Quintero consta acreditado como autor de los diálogos. El guion desarrolla la narración para hacerla menos teatral. Así, la acción comienza en Madrid mostrando el carácter mujeriego del conde de Almaviva y relatando el comienzo de su relación con Rosina. Este prólogo fue rodado con un estilo poco frecuente en el cine español de la época, mostrando lujosos palacios, elegantes bailes y un vibrante enfrentamiento a espada. También potencia el papel de Fígaro y, sobre todo, introduce un nuevo personaje para el lucimiento de Estrellita Castro.

### Sinopsis
El mujeriego conde de Almaviva conoce en Madrid a Rosina y ambos se sienten atraídos. El tutor de Rosina, Bartolo, que aspira a casarse con ella para seguir manejando su fortuna, la lleva a Sevilla para alejar a los enamorados. El conde les sigue hasta allí, y a él le sigue Susana, antigua amante suya cuyo marido ha iniciado los trámites de anulación del matrimonio. Almaviva recaba la ayuda de Fígaro, un ingenioso barbero sevillano, quien es auxiliado a su vez por una hermosa gitana. Por su parte, Bartolo soborna a don Basilio, un clérigo corrupto, para agilizar su matrimonio con Rosina. Tras varios incidentes, Almaviva y Rosina contraen matrimonio y Fígaro convence a Bartolo de no impugnarlo. El tutor acabará casándose con Susana y Fígaro se casará con la gitana.

## Interpretación

### Intérpretes y personajes
Miguel Ligero, actor cómico de gran éxito durante los años 1930, encarna a Bartolo, el tutor de la joven Rosina. El personaje representa a la autoridad tradicional corrupta. En la obra teatral acaba derrotado por la boda entre Almaviva y Rosina, pero en la película se le ofrece una especie de premio de consolación al contraer matrimonio con Susana, antigua amante del conde.
La cantante y actriz Raquel Rodrigo, que ya había participado en La verbena de la Paloma, representa a Rosina e interpreta dos arias de la ópera de Rossini. 
Roberto Rey interpreta a Fígaro. El barbero diseñado por Beaumarchais fue en su momento un personaje muy moderno que trascendía el tradicional papel de "gracioso". Perojo aumentó su protagonismo introduciendo escenas como la de la barbería y añadiéndole una relación amorosa.
Perojo introdujo un personaje inexistente en la obra de Beaumarchais para que Estrellita Castro pudiera interpretar algunas canciones compuestas por Juan Mostazo. Se trata de una florista gitana que permite no solo acentuar el carácter español de la película, sino también introducir una subtrama amorosa con Fígaro. Aunque el personaje es irrelevante para el desarrollo argumental, permitió el lucimiento de la cantante, que se convirtió en la auténtica estrella del filme. Su prometido enlace con el barbero permite a Perojo utilizar un recurso muy de su agrado: el de la boda múltiple (Almaviva-Rosina, Bartolo-Susana y Fígaro-florista).

### Reparto

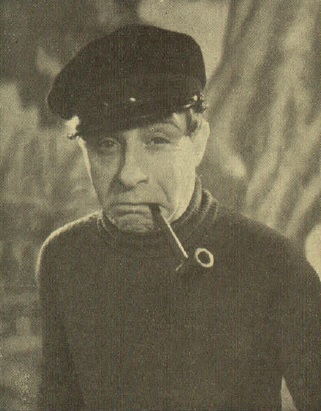
Miguel Ligero encabeza el reparto.

| Intérprete             | Rol               |
| ---------------------- | ----------------- |
| Miguel Ligero          | Bartolo           |
| Raquel Rodrigo         | Rosina            |
| Roberto Rey            | Fígaro            |
| Estrellita Castro      | Gitana            |
| Fernando Granada       | Conde de Almaviva |
| Tina Gascó             | Susana            |
| Alberto Romea          | Basilio           |
| Pedro Fernández Cuenca | Coronel           |
| Noé Peña               | Sargento          |
| Pedro Barreto          | Tabernero         |
| José Escandel          | Polizonte         |
| Joaquín Reig           | Notario           |

## Recepción y valoraciones
La película tuvo problemas para ser estrenada. Hispano Film Produktion había vendido los derechos de distribución en España tanto de El barbero de Sevilla como de Carmen, la de Triana a la empresa Ufilms. Sin embargo, previamente había cedido la distribución de la segunda a la empresa CINA, que no cumplió los compromisos de pago pero cedió los derechos a un tercero. Este interpuso una demanda judicial y el juez ordenó el embargo de los ingresos que diera la película de Benito Perojo, primera en ser estrenada. Finalmente se consiguió un acuerdo con el demandante que puso fin al litigio.
La crítica del momento apreció el filme de forma dispar. José María Arraiz en Radiocinema y Miguel Ródenas en ABC la valoraron muy positivamente. Sin embargo, Luis Gómez Mesa emitió un duro juicio en Arriba, al considerar que el argumento estaba basado en la obra de un autor extranjero que ofrecía una incorrecta visión de las costumbres españolas, y consideraba que la película tenía demasiado en común con el cine de la época republicana.
La apreciación de Gómez Mesa parece correcta. En efecto, El barbero de Sevilla se encuentra temáticamente más próximo al cine de la previa época republicana que al que se haría posteriormente durante la dictadura franquista. La cinta trata el adulterio con un tono burlesco, presenta a un clérigo venal y glotón, incluye a un tutor codicioso y corrupto y muestra como los asistentes a un banquete se ríen de un oficial del ejército español que pronuncia un discurso. Estos contenidos serían imposibles en el cine español inmediatamente posterior debido a la estricta censura. A pesar de las instrucciones aprobadas por la Junta de Censura en mayo de 1937, fueron admitidos bien por no desairar al aliado alemán, bien porque la Iglesia todavía no se había impuesto a Falange en la lucha por el control del cine.